# Albert Lea
Albert Lea ist eine Stadt im Süden des US-Bundesstaates Minnesota. Das U.S. Census Bureau hat bei der Volkszählung 2020 eine Einwohnerzahl von 18.492 ermittelt. Sie ist Verwaltungssitz des Freeborn County und liegt an der Kreuzung des Interstate 90 und des Interstate 35.

## Geographie
Albert Lea liegt rund 150 Kilometer südlich der Twin Cities am Fountain Lake und am Albert Lea Lake. Nach den Angaben des United States Census Bureau beträgt die Fläche der Stadt 32,5 Quadratkilometer, davon sind 4,6 Quadratkilometer Wasserflächen.

## Geschichte
Die Stadt hat ihren Namen nach Albert Miller Lea, einem Landvermesser der amerikanischen Streitkräfte, der 1835 den Süden Minnesotas und den Norden von Iowa erkundete, darunter auch die Gegend, wo sich heute die Stadt Albert Lea befindet.
Albert Lea gelangte 1959 in den Vereinigten Staaten landesweit in die Schlagzeilen, nachdem die örtliche Gruppe der United Packinghouse Workers of America gegen Wilson & Co. in den Streik traten. Wilson & Co. war damals einer der vier größten Fleischverarbeiter. Als das Unternehmen versuchte, den Betrieb mit Streikbrechern aufrechtzuerhalten, kam es zu gewaltsamen Auseinandersetzungen, die die Stadt spalteten. Während des 109 Tage dauernden Arbeitskampfes schloss der Gouverneur des Bundesstaates Orville Freeman die Anlage. Er stationierte die Minnesota National Guard und erklärte das Kriegsrecht. Trotz der Kritik in der Presse bestätigte ein Bundesdistriktsgericht in Minneapolis die Entscheidung des Gouverneurs, gab die Verantwortung für den Betrieb jedoch schon einige Tage später an Wilson & Co. zurück.

## Demografie
Zum Zeitpunkt des United States Census 2000 bewohnten Albert Lea 18.356 Personen. Die Bevölkerungsdichte betrug 657,4 Personen pro km². Es gab 8133 Wohneinheiten, durchschnittlich 291,3 pro km². Die Bevölkerung Albert Leas bestand zu 92,80 % aus Weißen, 0,37 % Schwarzen oder African American, 0,29 % Native American, 0,80 % Asian, 0,03 % Pacific Islander, 4,54 % gaben an, anderen Rassen anzugehören und 3,18 % nannten zwei oder mehr Rassen. 9,48 % der Bevölkerung erklärten, Hispanos oder Latinos jeglicher Rasse zu sein.
Die Bewohner Albert Leas verteilten sich auf 7785 Haushalte, von denen in 26,9 % Kinder unter 18 Jahren lebten. 49,5 % der Haushalte stellten Verheiratete, 9,1 % hatten einen weiblichen Haushaltsvorstand ohne Ehemann und 38,0 % bildeten keine Familien. 33,0 % der Haushalte bestanden aus Einzelpersonen und in 16,8 % aller Haushalte lebte jemand im Alter von 65 Jahren oder mehr alleine. Die durchschnittliche Haushaltsgröße betrug 2,28 und die durchschnittliche Familiengröße 2,88 Personen.
Die Stadtbevölkerung verteilte sich auf 23,0 % Minderjährige, 7,9 % 18–24-Jährige, 24,6 % 25–44-Jährige, 23,2 % 45–64-Jährige und 21,3 % im Alter von 65 Jahren oder mehr. Das Durchschnittsalter betrug 41 Jahre. Auf jeweils 100 Frauen entfielen 90,2 Männer. Bei den über 18-Jährigen entfielen auf 100 Frauen 87,6 Männer.
Das mittlere Haushaltseinkommen in Albert Lea betrug 32.841 US-Dollar und das mittlere Familieneinkommen erreichte die Höhe von 42.407 US-Dollar. Das Durchschnittseinkommen der Männer betrug 31.383 US-Dollar, gegenüber 21.114 US-Dollar bei den Frauen. Das Pro-Kopf-Einkommen in Albert Lea war 17.979 US-Dollar. 10,2 % der Bevölkerung und 6,9 % der Familien hatten ein Einkommen unterhalb der Armutsgrenze, davon waren 10,6 % der Minderjährigen und 10,9 % der Altersgruppe 65 Jahre und mehr betroffen.

### Bevölkerungsentwicklung
| 1880  | 1890  | 1900  | 1910  | 1920  | 1930   | 1940   | 1950   | 1960   | 1970   | 1980   | 1990   | 2000   | 2010   | 2020   |
| ----- | ----- | ----- | ----- | ----- | ------ | ------ | ------ | ------ | ------ | ------ | ------ | ------ | ------ | ------ |
| 1.966 | 3.305 | 4.500 | 6.192 | 8.056 | 10.169 | 12.200 | 13.545 | 17.108 | 19.418 | 19.200 | 18.310 | 18.356 | 18.016 | 18.492 |

## Verkehr
Im Nordosten von Albert Lea kreuzen sich in West-Ost-Richtung der Interstate 90 und der in Nord-Süd-Richtung verlaufende Interstate 35. Von Bedeutung sind zudem die nach Süden verlaufenden U.S. Highway 65 und U.S. Highway 69. Das Omnibusunternehmen Greyhound Lines unterhält einen Busbahnhof in Albert Lea.
Mit dem Albert Lea Municipal Airport im Norden der Stadt verfügt Albert Lea über einen Regionalflugplatz mit zwei Start- und Landebahnen. Des Weiteren verlaufen mehrere Eisenbahnlinien durch die Stadt.

## Söhne und Töchter der Stadt
- Steve Carl, Rockabilly-Musiker
- Richard Carlson (1912–1977), Schauspieler
- Eddie Cochran (1938–1960), Rock-’n’-Roll-Sänger und Gitarrist
- Mary Kelly (* 1941), feministische Künstlerin und Autorin
- Arthur T. von Mehren (1922–2006), Rechtsgelehrter und Professor
- Dale Olsen (* 1941), Flötist, Musikwissenschaftler und -pädagoge
- Wayne Peterson (1927–2021), Komponist und Hochschullehrer
- Marion Ross (* 1928), Schauspielerin